# Between the Buttons
| 전문가 평가                   | 전문가 평가 |
| 평가 점수                     | 평가 점수   |
| 출처                          | 점수        |
| ----------------------------- | ----------- |
| AllMusic                      | [ 1 ]       |
| Entertainment Weekly          | A           |
| The Great Rock Discography    | 7/10        |
| MusicHound Rock               | 4/5         |
| Music Story                   | [ 4 ]       |
| The Rolling Stone Album Guide | [ 5 ]       |
| Tom Hull                      | A           |

《Between the Buttons》는 영국에서 1967년 1월 20일, 미국에서 2월 11일에 《Aftermath》의 후속작으로 발매된 롤링 스톤스의 다섯 번째 영국 및 일곱 번째 미국 스튜디오 음반이다. 이 음반은 롤링 스톤스가 사이키델리아로 보낸 짧은 시간의 시작이었다.
이 음반은 이 밴드의 가장 음악적으로 모험적인 작품들 중 하나이다. 이 음반에 원금적인 음반이 나왔을 때, 창시자인 브라이언 존스는 다양한 악기를 연주하는 대신 기타리스트로서의 원래 역할을 거의 포기했다. 이 음반에는 밴드 멤버 믹 재거(리드 보컬, 다양한 타악기, 하모니카), 키스 리처즈(리더와 리듬 기타), 빌 와이먼(베이스), 찰리 와츠(드럼)도 참여했다. 키보드 파트는 전 멤버 이언 스튜어트와 빈번한 공동작업자 잭 니체가 기여했다. 이 음반은 앤드류 루그 올덤이 제작한 마지막 음반이 될 것이다. 그는 지금까지 이 밴드의 매니저로 활동했고 모든 이전 음반을 제작했다.
이전 음반과 마찬가지로 미국과 영국 버전도 트랙 리스트가 조금씩 달랐다. 2012년, 〈Let's Spend the Night Together〉와 〈Ruby Tuesday〉를 포함한 미국판 《Between the Buttons》가 《롤링 스톤》의 역사상 가장 위대한 음반 500장 중 357위에 올랐다.

## 곡 목록

### 오리지널 발매
모든 곡들은 믹 재거와 키스 리처즈가 작사/작곡하였다.
| #  | 제목                       | 재생 시간 |
| -- | -------------------------- | --------- |
| 1. | 〈Yesterday's Papers〉     | 2:04      |
| 2. | 〈My Obsession〉           | 3:17      |
| 3. | 〈Back Street Girl〉       | 3:27      |
| 4. | 〈Connection〉             | 2:08      |
| 5. | 〈She Smiled Sweetly〉     | 2:44      |
| 6. | 〈Cool, Calm & Collected〉 | 4:17      |

| #  | 제목                                   | 재생 시간 |
| -- | -------------------------------------- | --------- |
| 1. | 〈All Sold Out〉                       | 2:17      |
| 2. | 〈Please Go Home〉                     | 3:17      |
| 3. | 〈Who's Been Sleeping Here?〉          | 3:55      |
| 4. | 〈Complicated〉                        | 3:15      |
| 5. | 〈Miss Amanda Jones〉                  | 2:48      |
| 6. | 〈Something Happened to Me Yesterday〉 | 4:55      |

### 미국판 발매
미국에서는 1967년 2월 11일 런던 레코드(모노, LL 3499; 스테레오, PS 499)에 의해 음반이 발매되었다. 〈Let's Spend the Night Together〉와 〈Ruby Tuesday〉은 음반에 수록되었고 〈Back Street Girl〉과 〈Please Go Home〉는 삭제되었다(이들은 1967년 7월에 미국의 잡동사니 음반인 《Flowers》에 수록될 것이다). 〈Ruby Tuesday〉가 1위에 오른 가운데, 《Between the Buttons》는 미국에서 2위를 차지하며 골드 인증을 받았다.
2012년 《롤링 스톤》의 역사상 가장 위대한 음반 500장에서 미국판 음반이 357위에 올랐다.

#### 곡 목록
| #  | 제목                               | 재생 시간 |
| -- | ---------------------------------- | --------- |
| 1. | 〈Let's Spend the Night Together〉 | 3:38      |
| 2. | 〈Yesterday's Papers〉             | 2:01      |
| 3. | 〈Ruby Tuesday〉                   | 3:16      |
| 4. | 〈Connection〉                     | 2:08      |
| 5. | 〈She Smiled Sweetly〉             | 2:44      |
| 6. | 〈Cool, Calm & Collected〉         | 4:17      |

| #  | 제목                                   | 재생 시간 |
| -- | -------------------------------------- | --------- |
| 1. | 〈All Sold Out〉                       | 2:17      |
| 2. | 〈Please Go Home〉                     | 3:17      |
| 3. | 〈Who's Been Sleeping Here?〉          | 3:55      |
| 4. | 〈Complicated〉                        | 3:15      |
| 5. | 〈Miss Amanda Jones〉                  | 2:48      |
| 6. | 〈Something Happened to Me Yesterday〉 | 4:55      |